# Sorex alpinus
Sorex alpinus är en däggdjursart som beskrevs av Schinz 1837. Sorex alpinus ingår i släktet Sorex och familjen näbbmöss. Inga underarter finns listade i Catalogue of Life. Det svenska trivialnamnet Alpnäbbmus förekommer för arten.

## Utseende
Arten när en kroppslängd (huvud och bål) av 60 till 75 mm och svansen är ungefär lika lång. Sorex alpinus har liksom andra näbbmöss en lång spetsig nos och väl utvecklade morrhår. Pälsen har på ovansidan en grå till svartgrå färg och buken är ljusare till vitaktig. Nosen är bara glest täckt med hår och har rosa hud. Hos vuxna djur är svansen nästan naken och rödbrun. Tändernas spetsar är rödbruna på grund av höga andelar av järn. Individerna blir 5,5 till 11,5 gram tunga. Jämförd med Sorex araneus och Sorex minutus är arten mörkare.

## Utbredning och habitat
Denna näbbmus förekommer i Alperna, i Karpaterna och i några andra centraleuropeiska bergstrakter. Den vistas mellan 200 och 2500 meter över havet. I Pyrenéerna dog arten troligen ut under tidiga 1900-talet. Sorex alpinus vistas i öppna habitat som bergsängar, klippiga områden med sparsamt växtlighet och strandlinjer av vattendrag.

## Ekologi
Individerna vilar gömda bakom stenar eller i bergssprickor. De äter olika blötdjur, insekter och spindeldjur. Födan hittas vanligen i lövskiktet. Arten har en hög ämnesomsättning och den måste därför äta stora mängder föda. Utanför parningstiden lever varje individ ensam och de är aggressiva mot varandra när de träffas. Under årets kalla månader vilar arten längre men den går inte i ide.
Fortplantningssättet är inte bra utrett men det antas att arten har samma beteende som andra näbbmöss av samma släkte. Inom släktet varar dräktigheten 18 till 28 dagar och per kull föds 2 till 12 ungar (oftast 4 till 7). Typisk för släktet är dessutom att ungarna bildar en rad när de följer modern, liksom vandrande gäss.

## Hot och status
Det största hotet mot arten är habitatförstöring. Beståndet är delat i flera från varandra skilda populationer. Denna näbbmus är allmänt sällsynt. IUCN kategoriserar arten globalt som nära hotad.